# Вальтер Трузенді
Вальтер Трузенді (італ. Walter Trusendi; нар. 3 січня 1985) — колишній італійський тенісист.
Найвищу одиночну позицію світового рейтингу — 299 місце досяг 29 серпня 2011, парну — 161 місце — 31 серпня 2011 року.
Завершив кар'єру 2019 року.

## Фінали ATP Челленджер і ITF Ф'ючерс

### Одиночний розряд: 18 (8–10)
| Легенда              |
| -------------------- |
| ATP Челленджер (0–1) |
| ITF Ф'ючерс (8–9)    |

| Фінали за покриттям |
| ------------------- |
| Тверде (0–0)        |
| Ґрунт (8–10)        |
| Трава (0–0)         |
| Килим (0–0)         |

| Результат | В-П  | Дата     | Турнір                         | Рівень     | Покриття | Суперник             | Рахунок                 |
| --------- | ---- | -------- | ------------------------------ | ---------- | -------- | -------------------- | ----------------------- |
| Поразка   | 0–1  | Вер 2007 | Австрія F10, Pörtschach        | Ф'ючерс    | Ґрунт    | Хрістіан Маґґ        | 1–6, 6–1, 2–6           |
| Поразка   | 0–2  | Лип 2008 | Ріміні, Італія                 | Челленджер | Ґрунт    | Дієго Хункейра       | 4–6, 3–6                |
| Перемога  | 1–2  | Лют 2009 | Італія F1, Барі                | Ф'ючерс    | Ґрунт    | Леонардо Аццаро      | 6–3, 6–3                |
| Поразка   | 1–3  | Лис 2010 | Іран F7, Кіш (острів)          | Ф'ючерс    | Ґрунт    | Артем Смірнов        | 1–6, 2–6                |
| Поразка   | 1–4  | Бер 2011 | Італія F3, Фоджа               | Ф'ючерс    | Ґрунт    | Душан Лайович        | 2–6, 7–6(9–7), 2–6      |
| Поразка   | 1–5  | Тра 2011 | Італія F11, Чезена             | Ф'ючерс    | Ґрунт    | Раду Албот           | 6–2, 2–6, 6–7(1–7)      |
| Поразка   | 1–6  | Сер 2011 | Італія F21, Авеццано           | Ф'ючерс    | Ґрунт    | Ріккардо Сінікропі   | 6–4, 6–7(2–7), 1–3 ret. |
| Перемога  | 2–6  | Чер 2013 | Австрія F1, Зеефельд-ін-Тіроль | Ф'ючерс    | Ґрунт    | Крістіан Трубріґ     | 7–5, 4–6, 6–1           |
| Поразка   | 2–7  | Лип 2013 | Італія F16, Сассуоло           | Ф'ючерс    | Ґрунт    | Андреа Арнабольді    | 6–7(0–7), 6–4, 2–6      |
| Перемога  | 3–7  | Вер 2013 | Італія F25, Пула               | Ф'ючерс    | Ґрунт    | Марко Бартолотті     | 6–3, 6–7(5–7), 6–2      |
| Перемога  | 4–7  | Вер 2013 | Італія F26, Пула               | Ф'ючерс    | Ґрунт    | Франческо Пікко      | 4–6, 6–3, 6–3           |
| Перемога  | 5–7  | Вер 2014 | Італія F32, Пула               | Ф'ючерс    | Ґрунт    | Яннік Маден          | 6–1, 3–6, 6–1           |
| Перемога  | 6–7  | Жов 2014 | Італія F34, Пула               | Ф'ючерс    | Ґрунт    | Андреа Бассо         | 3–6, 6–4, 6–4           |
| Поразка   | 6–8  | Жов 2014 | Італія F36, Пула               | Ф'ючерс    | Ґрунт    | Жоан Себастьян Татло | 6–2, 5–7, 3–6           |
| Поразка   | 6–9  | Чер 2016 | Італія F16, Basilicanova       | Ф'ючерс    | Ґрунт    | Лоренцо Джустіно     | 4–6, 4–6                |
| Перемога  | 7–9  | Лип 2016 | Італія F18, Альбінеа           | Ф'ючерс    | Ґрунт    | Франческо Пікко      | 7–5, 6–2                |
| Перемога  | 8–9  | Жов 2016 | Італія F31, Пула               | Ф'ючерс    | Ґрунт    | Ріккардо Бонадіо     | 6–3, 6–1                |
| Поразка   | 8–10 | Жов 2016 | Італія F35, Пула               | Ф'ючерс    | Ґрунт    | Марвін Нетушил       | 6–7(6–8), 4–6           |

### Парний розряд: 63 (39–24)
| Легенда              |
| -------------------- |
| ATP Челленджер (4–4) |
| ITF Ф'ючерс (35–20)  |

| Фінали за покриттям |
| ------------------- |
| Тверде (2–1)        |
| Ґрунт (37–22)       |
| Трава (0–0)         |
| Килим (0–1)         |

| Результат | В-П   | Дата     | Турнір                           | Рівень     | Покриття | Партнер               | Суперники                                      | Рахунок                 |
| --------- | ----- | -------- | -------------------------------- | ---------- | -------- | --------------------- | ---------------------------------------------- | ----------------------- |
| Перемога  | 1–0   | Кві 2007 | Італія F9, Ліворно               | Ф'ючерс    | Ґрунт    | Маттео Марраї         | Фабіо Коланджело Маттія Ліврагі                | 6–4, 6–2                |
| Перемога  | 2–0   | Лип 2007 | Італія F22, Карпі                | Ф'ючерс    | Ґрунт    | Маттео Марраї         | Алессандро Аккардо Андреа Мераті               | 6–1, 6–4                |
| Перемога  | 3–0   | Лип 2007 | Італія F23, Палаццоло-сулл'Ольйо | Ф'ючерс    | Ґрунт    | Маттео Марраї         | Ніколя Ґраммар О. Родрігес-Санчес              | 6–4, 6–0                |
| Перемога  | 4–0   | Сер 2007 | Італія F25, Імперія (місто)      | Ф'ючерс    | Ґрунт    | Маттео Марраї         | Маттео Тревізан Д-А Лопез Кассачча             | 6–2, 6–3                |
| Поразка   | 4–1   | Вер 2007 | Швейцарія F6, Женева             | Ф'ючерс    | Ґрунт    | Маттео Марраї         | Майт Кюннап Хорді Марсе-Відрі                  | 5–7, 3–6                |
| Перемога  | 5–1   | Вер 2007 | Італія F33, Сардинія             | Ф'ючерс    | Ґрунт    | Маттео Марраї         | Душан Кароль Філіп Земан                       | 6–1, 3–6, [10–3]        |
| Поразка   | 5–2   | Жов 2007 | Італія F35, Сеттімо-Сан-П'єтро   | Ф'ючерс    | Ґрунт    | Томас Фаббіано        | Фабіо Коланджело Марко Груньйола               | 5–7, 6–4, [8–10]        |
| Поразка   | 5–3   | Січ 2008 | Колумбія F1, Манісалес           | Ф'ючерс    | Ґрунт    | Маттео Марраї         | Андре Мієле Жоао Соуза                         | 4–6, 4–6                |
| Поразка   | 5–4   | Тра 2008 | Італія F12, Віченца              | Ф'ючерс    | Ґрунт    | Джанкарло Петраццуоло | Хорхе Агілар Карлос Авельян                    | 6–7(2–7), 4–6           |
| Поразка   | 5–5   | Чер 2008 | Італія F19, Кастельфранко-Венето | Ф'ючерс    | Ґрунт    | Маттео Віола          | Джанкарло Петраццуоло Федеріко Торрезі         | 6–7(4–7), 6–7(5–7)      |
| Перемога  | 6–5   | Вер 2008 | Генуя, Італія                    | Челленджер | Ґрунт    | Джанлука Назо         | Стефано Гальвані Доменіко Вічіні               | 6–4, 7–6(7–2)           |
| Перемога  | 7–5   | Вер 2008 | Тоді, Італія                     | Челленджер | Ґрунт    | Джанлука Назо         | Альберто Бріцці Алессандро Мотті               | 4–6, 7–6(7–3), [10–4]   |
| Перемога  | 8–5   | Жов 2008 | Італія F33, Сассарі              | Ф'ючерс    | Ґрунт    | Маттео Марраї         | Томас Фаббіано Клаудіо Грассі                  | 6–3, 0–6, [10–5]        |
| Перемога  | 9–5   | Лют 2009 | Італія F1, Барі                  | Ф'ючерс    | Ґрунт    | Денісс Павловс        | Фабіо Коланджело Марко Груньйола               | 4–6, 6–3, [10–4]        |
| Поразка   | 9–6   | Тра 2009 | Італія F10, Поццуолі             | Ф'ючерс    | Ґрунт    | Леонардо Аццаро       | Хуан-Мартін Арангурен Алехандро Фаббрі         | 4–6, 4–6                |
| Перемога  | 10–6  | Тра 2009 | Італія F11, Парма                | Ф'ючерс    | Ґрунт    | Хуан-Мартін Арангурен | Грег Джонс Антал ван дер Дейм                  | 6–2, 6–3                |
| Поразка   | 10–7  | Чер 2009 | Реджо-нель-Емілія, Італія        | Челленджер | Ґрунт    | Джанлука Назо         | М-А Лопес Хаен Пере Ріба                       | 4–6, 4–6                |
| Перемога  | 11–7  | Сер 2009 | Італія F21, Ла-Спеція            | Ф'ючерс    | Ґрунт    | Клаудіо Грассі        | Стефано Янні Д. Делла Томмазіна                | 6–2, 4–6, [10–7]        |
| Перемога  | 12–7  | Лют 2010 | Іспанія F4, Мурсія               | Ф'ючерс    | Ґрунт    | Даніеле Джорджині     | Пабло Сантос Гонсалес Габрієль Трухільйо Солер | 7–6(7–3), 6–1           |
| Перемога  | 13–7  | Лют 2010 | Іспанія F5, Мурсія               | Ф'ючерс    | Ґрунт    | Даніеле Джорджині     | Пабло Сантос Гонсалес Габрієль Трухільйо Солер | 6–2, 6–3                |
| Поразка   | 13–8  | Бер 2010 | Швейцарія F2, Ветцікон (Цюрих)   | Ф'ючерс    | Килим    | Юрген Зопп            | Кевін Кравіц Марцель Ціммерманн                | 2–6, 6–3, [5–10]        |
| Перемога  | 14–8  | Тра 2010 | Італія F7, Вітербо               | Ф'ючерс    | Ґрунт    | Гільєрмо Ормасабаль   | Енріко Фйораванте Джанкарло Петраццуоло        | 6–2, 6–1                |
| Перемога  | 15–8  | Чер 2010 | Італія F12, Местре               | Ф'ючерс    | Ґрунт    | Маттео Віола          | Никола Чирич Франко Шкугор                     | 6–7(8–10), 6–1, [10–2]  |
| Перемога  | 16–8  | Лип 2010 | Італія F18, Модена               | Ф'ючерс    | Ґрунт    | Франческо Альді       | Філіппо Леонарді Якопо Маркеджані              | 6–3, 6-4                |
| Поразка   | 16–9  | Сер 2010 | Італія F19, Ла-Спеція            | Ф'ючерс    | Ґрунт    | Томас Фаббіано        | Флавіо Чіполла Алессандро Джаннессі            | 2–6, 6–7(7–9)           |
| Перемога  | 17–9  | Лис 2010 | Іран F6, Кіш (острів)            | Ф'ючерс    | Ґрунт    | Енріко Бурці          | Геральд Мельцер Кристиян Месарош               | 6–3, 6–2                |
| Перемога  | 18–9  | Бер 2011 | Італія F1, Тренто                | Ф'ючерс    | Тверде   | Денісс Павловс        | Кевін Ботті Грегуар Бюрк'є                     | 6–2, 7-5                |
| Поразка   | 18–10 | Кві 2011 | Рим, Італія                      | Челленджер | Ґрунт    | Томас Фаббіано        | Мартін Кліжан Алессандро Мотті                 | 6–7(3–7), 4–6           |
| Поразка   | 18–11 | Кві 2011 | Італія F6, Падуя                 | Ф'ючерс    | Ґрунт    | Андреа Арнабольді     | Тоні Андроїч Діно Маркан                       | 4–6, 4–6                |
| Поразка   | 18–12 | Тра 2011 | Італія F11, Чезена               | Ф'ючерс    | Ґрунт    | Клаудіо Грассі        | Ганс Подліпнік Кастільйо Макс Радічніґґ        | 3–6, 3–6                |
| Поразка   | 18–13 | Лип 2011 | Італія F20, Ла-Спеція            | Ф'ючерс    | Ґрунт    | Алессандро Джаннессі  | Д. Делла Томмазіна Ріккардо Сінікропі          | 6–7(3–7), 1–6           |
| Поразка   | 18–14 | Жов 2011 | Італія F31, Б'єлла               | Ф'ючерс    | Ґрунт    | Андреа Арнабольді     | Фабіо Коланджело Марко Груньйола               | 2–6, 6–1, [8–10]        |
| Перемога  | 19–14 | Бер 2012 | Касабланка, Марокко              | Челленджер | Ґрунт    | Маттео Віола          | Євген Донской Андрій Кузнєцов                  | 1–6, 7–6(7–5), [10–3]   |
| Поразка   | 19–15 | Тра 2012 | Рим, Італія                      | Челленджер | Ґрунт    | Адріан Менендес       | Джеймі Дельгадо Кен Скупскі                    | 1–6, 4–6                |
| Перемога  | 20–15 | Тра 2012 | Італія F9, Поццуолі              | Ф'ючерс    | Ґрунт    | Клаудіо Грассі        | Алессіо ді Мауро Стефано Наполітано            | 6–3, 6–2                |
| Перемога  | 21–15 | Чер 2012 | Італія F14, Бусто-Арсіціо        | Ф'ючерс    | Ґрунт    | Стефано Янні          | Борис Пашанскі Антоніо Компорто                | 6–3, 6-3                |
| Перемога  | 22–15 | Чер 2013 | Італія F12, Падуя                | Ф'ючерс    | Ґрунт    | Андрес Мольтені       | Алекс Болт Замі Райнвайн                       | 6–7(10–12), 6–3, [10–5] |
| Перемога  | 23–15 | Сер 2013 | Італія F19, Ла-Спеція            | Ф'ючерс    | Ґрунт    | Даніеле Джорджині     | Алессандро Бега Ріккардо Сінікропі             | 7–5, 6–3                |
| Перемога  | 24–15 | Жов 2013 | Італія F28, Б'єлла               | Ф'ючерс    | Ґрунт    | Маттео Воланте        | Франческо Борго Марко Бортолотті               | 4–6, 6–3, [12–10]       |
| Перемога  | 25–15 | Жов 2013 | Італія F29, Палермо              | Ф'ючерс    | Ґрунт    | Лука Ванні            | Ріккардо Бонадіо Федеріко Маккарі              | 6–2, 6–3                |
| Перемога  | 26–15 | Бер 2014 | Італія F5, Пула                  | Ф'ючерс    | Ґрунт    | Філіппо Бальді        | Еммануеле Моліна Ріккардо Сінікропі            | 6–2, 6–7(2–7), [13–11]  |
| Перемога  | 27–15 | Чер 2014 | Італія F16, Чезена               | Ф'ючерс    | Ґрунт    | Лука Ванні            | Даніеле Джорджині Маттео Воланте               | 6–4, 1–6, [12–10]       |
| Перемога  | 28–15 | Сер 2014 | Італія F28, Есте                 | Ф'ючерс    | Ґрунт    | Франческо Пікко       | Фред Жіл Лоренцо Джустіно                      | 6–4, 7–6(10–8)          |
| Перемога  | 29–15 | Вер 2014 | Італія F32, Пула                 | Ф'ючерс    | Ґрунт    | Маттео Воланте        | Лоренцо Фріджеріо Джорджо Порталурі            | 6–2, 7–6(7–4)           |
| Поразка   | 29–16 | Жов 2014 | Італія F34, Пула                 | Ф'ючерс    | Ґрунт    | П'єтро Рондоні        | Гонсалу Олівейра Даніеле Капеккі               | 6–2, 1–6, [9–11]        |
| Поразка   | 29–17 | Жов 2014 | Італія F36, Пула                 | Ф'ючерс    | Ґрунт    | Д. Делла Томмазіна    | Сальваторе Карузо Джанлука Назо                | 6–3, 3–6, [8–10]        |
| Перемога  | 30–17 | Січ 2015 | Єгипет F1, Каїр                  | Ф'ючерс    | Ґрунт    | Маттео Воланте        | Павел Циас Мацей Новак                         | 6–1, 6–4                |
| Поразка   | 30–18 | Лют 2016 | Туніс F6, Хаммамет               | Ф'ючерс    | Ґрунт    | Маттео Воланте        | Ріккардо Бонадіо Маріано Кестельбойм           | 1–6, 6–2, [4–10]        |
| Перемога  | 31–18 | Бер 2016 | Туніс F8, Хаммамет               | Ф'ючерс    | Ґрунт    | Антоніо Кампо         | Амін Ауда Яссін Ідмбарек                       | 7–5, 6–2                |
| Перемога  | 32–18 | Чер 2016 | Туніс F21, Хаммамет              | Ф'ючерс    | Ґрунт    | Крістіан Родрігес     | Карім-Мохамед Маамун Р. Ортего-Оймедо          | 6–3, 2–6, [10–7]        |
| Перемога  | 33–18 | Лют 2017 | Темпе, США                       | Челленджер | Тверде   | Маттео Віола          | Марсело Аревало Хосе Ернандес-Фернандес        | 5–7, 6–2 [12–10]        |
| Поразка   | 33–19 | Бер 2017 | Італія F4, Сондріо               | Ф'ючерс    | Тверде   | Маттео Віола          | Петр Ноуза Давід Шкох                          | 3–6, 7–5 [8–10]         |
| Перемога  | 34–19 | Чер 2017 | Італія F17, Бергамо              | Ф'ючерс    | Ґрунт    | Андреа Вавассорі      | Франко Агаменоне Фернандо Ромболі              | 6–1, 3–6, [13–11]       |
| Поразка   | 34–20 | Чер 2017 | Італія F18, Сассуоло             | Ф'ючерс    | Ґрунт    | Марко Бартолотті      | Орландо Луц Марсело Зорманн                    | 3–6, 3–6                |
| Перемога  | 35–20 | Лип 2017 | Італія F23, Понтедера            | Ф'ючерс    | Ґрунт    | Андреа Бассо          | Омар Джакалоне Якопо Стефаніні                 | 6–2, 6–2                |
| Перемога  | 36–20 | Жов 2017 | Італія F32, Пула                 | Ф'ючерс    | Ґрунт    | Андреа Вавассорі      | Гантер Джонсон Єйтс Джонсон                    | 7–6(7–3), 6–3           |
| Поразка   | 36–21 | Жов 2017 | Італія F33, Пула                 | Ф'ючерс    | Ґрунт    | Андреа Вавассорі      | Омар Джакалоне Якопо Стефаніні                 | 5–7, 2–6                |
| Перемога  | 37–21 | Бер 2018 | Італія F2, Пула                  | Ф'ючерс    | Ґрунт    | Джанлука Ді Нікола    | Біллі Гарріс Мацей Райський                    | 7–5, 6–3                |
| Поразка   | 37–22 | Бер 2018 | Італія F3, Пула                  | Ф'ючерс    | Ґрунт    | Джанлука Ді Нікола    | Мартін Куевас Уго Дельєн                       | 6–7(1–7), 5–7           |
| Поразка   | 37–23 | Кві 2018 | Італія F6, Пула                  | Ф'ючерс    | Ґрунт    | Джанлука Маґер        | Хуан Ігнасіо Галарса Маріано Кестельбойм       | 6–1, 4–6, [6–10]        |
| Поразка   | 37–24 | Лип 2018 | Падуя, Італія                    | Челленджер | Ґрунт    | Андреа Вавассорі      | Томіслав Бркич Анте Павич                      | 2–6, 6–7(4–7)           |
| Перемога  | 38–24 | Сер 2018 | Італія F24, Кунео                | Ф'ючерс    | Ґрунт    | Матто Бартолотті      | Томас Мартін Ечеверрі Коррадо Суммаріа         | 6–3, 6–0                |
| Перемога  | 39–24 | Вер 2018 | Італія F28, Пула                 | Ф'ючерс    | Ґрунт    | Матто Бартолотті      | Ґібріль Діарра Петер Ґольдштайнер              | 7–5, 6–2                |